# Junior Sornoza
Junior Nazareno Sornoza Moreira (Portoviejo, 1994. január 28. –) ecuadori válogatott labdarúgó, az Independiente del Valle középpályása.

## Statisztika

### A válogatottban
| Válogatott | Év       | Pályára lépés | Gól |
| ---------- | -------- | ------------- | --- |
| Ecuador    | 2014     | 4             | 1   |
| Ecuador    | 2018     | 3             | 0   |
| Ecuador    | 2019     | 3             | 1   |
| Ecuador    | 2020     | 1             | 0   |
| Ecuador    | 2021     | 2             | 0   |
| Ecuador    | 2023     | 2             | 0   |
| Összesen   | Összesen | 15            | 2   |

#### Góljai a válogatottban
| # | Időpont              | Helyszín                                                     | Ellenfél | Gólok | Eredmény | Kiírás              |
| - | -------------------- | ------------------------------------------------------------ | -------- | ----- | -------- | ------------------- |
| 1 | 2014. szeptember 6.  | Lockhart Stadion, Fort Lauderdale, Amerikai Egyesült Államok | Bolívia  | 4–0   | 4–0      | Barátságos mérkőzés |
| 2 | 2019. szeptember 10. | Estadio Alejandro Serrano Aguilar, Cuenca, Ecuador           | Bolívia  | 2–0   | 3–0      | Barátságos mérkőzés |